# 亞歷山德羅·巴索利
亞歷山德羅·巴索利（義大利語：Alessandro Bassoli；1990年6月19日—）是一位意大利足球運動員。在場上的位置是後衛。他現在效力於意大利足球甲級聯賽球隊切沃足球俱樂部。